# Njerep jezik
Njerep jezik (njerup; ISO 639-3: njr), gotovo izumrli nigersko-kongoanski jezik kojim govori još svega šest starijih osoba (2000 B. Connell) na graničnom području Nigerije i kameruna, odnosno 2 u Nigeriji (1987 Blench and Williamson) i 5 u Kamerunu (1995 Bruce Connell), selo Ba Mambila.
U komunikaciji se ne rabi već dosta dugo. Jedini je predstavnik podskupine njerup, koja čini jednu od četiri podskupine mambila-konja. Mlađe osobe govore jezikom nigerijski mambila [mzk].

## Vanjske poveznice
- Ethnologue (14th)
- Ethnologue (15th)